# Avenue Paul-Dalbret
L’avenue Paul-Dalbret est une voie marseillaise située dans le 13e arrondissement de Marseille. 

## Situation et accès
Elle va de la place des Héros à la traverse de la Balme et traverse les quartiers de Château-Gombert et des Médecins en franchissant le canal de Marseille. Elle mesure 780 mètres de long pour 7,50 mètres de large.

## Origine du nom
La rue doit son nom à Auguste Paul Van Trappe dit Paul Dalbret (1876-1927), auteur-compositeur-interprète français.

## Historique
Elle prend sa dénomination actuelle par délibération du Conseil municipal du 27 novembre 1936. Elle s'appelait auparavant « Chemin de l'Hermitage » et « Chemin des Paroyes » et est classée dans la voirie de Marseille le 7 avril 1945.

## Bâtiments remarquables et lieux de mémoire
- Au début de la rue se trouvent l’église Saint-Matthieu de Château-Gombert ainsi que l’école privée Saint-Mathieu situés à l’angle avec la place des Héros.
- Au numéro 18 se trouve la maison de quartier de Château-Gombert.